# ステートフッド・デー (ハワイ)
ハワイ・ステートフッド・デー（英語: Hawaii Statehood Day）はハワイ州昇格記念日ともいうべき日で、ハワイがアメリカ合衆国の州として認められた記念日で、ハワイ州の祝日・8月の第3金曜日である。  アドミッション・デーと呼ぶ人もいる。
1893年にハワイ王朝が廃止されてアメリカ合衆国へ併合からハワイは長い間ハワイ準州であった。1919年にクヒオ王子が初めてハワイ州昇格法（Hawaii Admission Act）をアメリカ合衆国議会へ提案して以来、1935、1947、1950にも提案されているが、いずれも成立していない。1959年にアメリカ合衆国議会でハワイ州昇格法が認められて、同年8月23日（金曜日）にハワイ州の住民投票で94パーセントの賛成で成立している。1959年1月のアラスカ州成立に続いて、アメリカ合衆国の50番目の州となった。

## 参照項目
- カメハメハ・デー
- クヒオ・デー
- ハワイ王国
- ハワイ準州